# I Heard It Through the Grapevine
I Heard It Through the Grapevine est une chanson écrite par Norman Whitfield et Barrett Strong pour la Motown en 1966.
La phrase titre signifie littéralement : "Je l'ai entendu par la vigne" . Une traduction non littérale plus adaptée serait "Je l'ai appris par la rumeur".  

## Versions des artistes de la Motown
Norman Whitfield, qui produit également la chanson, la fait enregistrer par plusieurs artistes de la Motown, à commencer par Smokey Robinson & The Miracles en août 1966. Cette première version enregistrée ne sera cependant publiée qu'en août 1968 sur l'album Special Occasion de Smokey Robinson & The Miracles.
La première version commercialisée est celle de Gladys Knight & The Pips enregistrée le 17 juin 1967. Sortie en single le 28 septembre 1967, elle obtient la 2e place du Billboard Hot 100 et la 1re du classement Hot Rhythm & Blues Singles désormais appelé Hot R&B/Hip-Hop Songs,. Au Canada, elle se classe 6e.
La version chantée par Marvin Gaye, enregistrée lors de plusieurs sessions en février et en avril 1967, et sortie en single le 30 octobre 1968, est celle qui rencontre le plus de succès, se classant en tête du Billboard Hot 100, du Hot Rhythm & Blues Singles et des charts britanniques,.
En 1986, elle retourne dans les hit-parades de plusieurs pays, à l'occasion d'une réédition du single après l'utilisation de la chanson dans un spot publicitaire télévisé pour les jeans Levi's 501 mettant en scène Nick Kamen qui se déshabille dans une laverie automatique. La version entendue dans cette publicité n'est pas celle de Marvin Gaye pour une question de budget, elle est toutefois réalisé à l'identique par les musiciens Karl Jenkins et Mike Ratledge accompagné au chant par Tony Jackson un choriste de Paul Young originaire de la Barbade ainsi que P. P. Arnold pour les chœurs,.

## Classements et certifications (version de Marvin Gaye)
Classements hebdomadaires
| Classement (1968-1969)                  | Meilleure place |
| --------------------------------------- | --------------- |
| Australie (ARIA)                        | 50              |
| Belgique (Wallonie Ultratop 50 Singles) | 44              |
| Canada (RPM 100 Singles)                | 8               |
| États-Unis (Billboard Hot 100)          | 1               |
| États-Unis (Hot Rhythm & Blues Singles) | 1               |
| Irlande (IRMA)                          | 7               |
| Pays-Bas (Nederlandse Top 40)           | 18              |
| Royaume-Uni (UK Singles Chart)          | 1               |

| Classement (1986)                      | Meilleure place |
| -------------------------------------- | --------------- |
| Allemagne (GfK Entertainment)          | 48              |
| Belgique (Flandre Ultratop 50 Singles) | 18              |
| Irlande (IRMA)                         | 4               |
| Pays-Bas (Single Top 100)              | 23              |
| Royaume-Uni (UK Singles Chart)         | 8               |

Certifications
| Pays                 | Certification | Unités certifiées |
| -------------------- | ------------- | ----------------- |
| Espagne (Promusicae) | Or            | 30 000            |
| Italie (FIMI)        | Or            | 25 000            |
| Royaume-Uni (BPI)    | Platine       | 600 000           |

## Distinctions
I Heard It Through the Grapevine interprétée par Marvin Gaye a reçu un Grammy Hall of Fame Award en 1998, la version de Gladys Knight and The Pips l'a reçu à son tour en 2018. Selon le magazine Rolling Stone, la chanson, interprétée par Marvin Gaye, fait partie des 500 plus grandes chansons de tous les temps.

## Reprises
La chanson a fait l'objet de nombreuses reprises (The Temptations, Ike and Tina Turner, Ella Fitzgerald, Joe Cocker, The Slits, Marisa Monte, Michael McDonald...).
Parmi les plus populaires, on peut notamment citer celle du groupe Creedence Clearwater Revival, sur l'album Cosmo's Factory sorti en 1970, d'une durée de plus de 11 minutes. En 1973, soit un an après la séparation du groupe, la maison de disque Fantasy Records sort le titre en single dans une version plus courte qui se classe 10e aux Pays-Bas. Réédité en 1976, il se classe 43e du Billboard Hot 100.
La version de Roger Troutman (sous le simple nom de Roger) extraite de son album solo The Many Facets of Roger en 1981 se classe en tête du Hot R&B/Hip-Hop Songs (alors dénommé Hot Soul Singles). Après Gladys Knight & The Pips et Marvin Gaye, c'est la troisième fois que I Heard It Through the Grapevine obtient la 1re place de ce classement.
La reprise du groupe Soultans se classe dans plusieurs pays en 1997: 56e en Allemagne, 24e en Autriche, 33e en Belgique et 44e en Nouvelle-Zélande. 